# Destination Calais
Destination Calais est un voilier monocoque de plaisance RM 1350. Il porte le nom de son sponsor et est connu pour être l'un des rares voilier de série engagé dans la Route du Rhum en 2010 et 2014. Il est skippé par Pierre-Yves Chatelin.

## Aspects techniques
Il est dessiné par Marc Lombard. Il mesure 13,46 m de long pour 4,5 m de large. Contrairement à la version de série, dont le déplacement est de 9,2 t, Destination Calais est allégé pour atteindre un déplacement d'environ 8 t,.

## Histoire en course
En 2010, le monocoque est engagé sur la Route du Rhum dans la catégorie Rhum. En proie à divers soucie de recharge de batterie et à une douleur au dos, Pierre-Yves Chatelin abandonne la course aux Açores,,,.
En 2014, Destination Calais participe de nouveau à la Route du Rhum,,. Il termine la course huitième de la catégorie Rhum, et cinquante-quatrième du classement général,,.